# Karl Michel (giocatore di football americano)
Karl Michel (...) è un ex giocatore di football americano tedesco, che ha giocato come defensive back.

## Palmarès
- 1 Europeo (2010)